# 榮毗
榮毗（?—?），中国隋朝政治人物，表字子諶，北平郡無終县（今天津市蓟州区）人，荣权之子。
榮毗出仕北周，初任漢王記室，转任内史下士。
隋文帝開皇年間，累進殿内監。華陰多盗賊，朝廷选择優秀官吏处理，楊素推薦榮毗为華州長史。楊素的土地宅邸，大多在華陰，楊素部下放肆不羁。榮毗以法将他们逮捕，没有宽容。榮毗被朝廷召集，楊素对他说：「我推薦卿，正好让你来处罰我的」。榮毗回答：「我一心守法、只是担心辜负了杨公的推薦」。楊素笑道：「刚才是开玩笑的。卿守法办事，正是我希望的」。
晋王杨广在揚州，经常探察長安情勢，派遣張衡在沿途设立馬坊，以牧畜为名，实际是供给探察的人。州县不敢違命，榮毗制止了这件事。隋文帝知道后，赞赏了榮毗，榮毗转任蒲州司馬。
604年，漢王楊諒作乱，河東豪傑响应楊諒，蒲州刺史丘和逃回关中。蒲州長史高義明对榮毗说：「河東要害，国之東門，如果失陷，危害不小。城中虽然叫嚷的很凶，但不会全員反叛。将为首的叛乱者十数人斬杀，自然会安宁」，榮毗同意了。高義明骑馬追丘和，和他商议对策。高義明到城西門被叛乱者殺死、榮毗被抓住了。楊諒之乱被平定，荣毗被释放，担任治書侍御史。煬帝杨广「今日之事，是馬坊的事情引起的。希望你不改本心」，榮毗硬骨得到敬重。榮毗在朝廷端正肃然，被百官敬畏。後为母守丧去職。一年后，官复原职。在官任上去世，追贈鴻臚少卿。

## 延伸阅读
[在维基数据编辑]
 《北史·卷077》，出自李延壽《北史》
 《隋書·卷66》，出自魏徵《隋书》